# Ku Klux Klan
Ku Klux Klan, noto con la sigla KKK, è il nome utilizzato da diverse organizzazioni segrete formatesi negli Stati Uniti a partire dal XIX secolo con finalità politiche e terroristiche di stampo razzista, propugnanti la superiorità della cosiddetta "razza bianca".
Nella sua storia si distinguono tre fasi: la prima (1865-1874) come confraternita di reduci dell'esercito degli Stati Confederati d'America; la seconda (1915-1944) in cui il movimento assunse la fisionomia considerata tipica; la terza, dal secondo dopoguerra, caratterizzata dalla frammentazione in una miriade di piccole organizzazioni, ufficialmente scollegate fra loro, accomunate dall'utilizzo del nome o delle sue varianti.
Le prime due sillabe che compongono il nome del gruppo (in greco antico: κύκλος?, kyklos) significano cerchia, riferita però a un gruppo di fratelli, anche se il nome potrebbe essere un riferimento a Kukulkan, una divinità Maya. I membri del Ku Klux Klan nel tempo si sono sempre più accostati a ideali nazionalisti e discriminatori quali razzismo, antisemitismo, antipapismo e omofobia.

## Storia

### Nascita e prima fase (1865-1869)

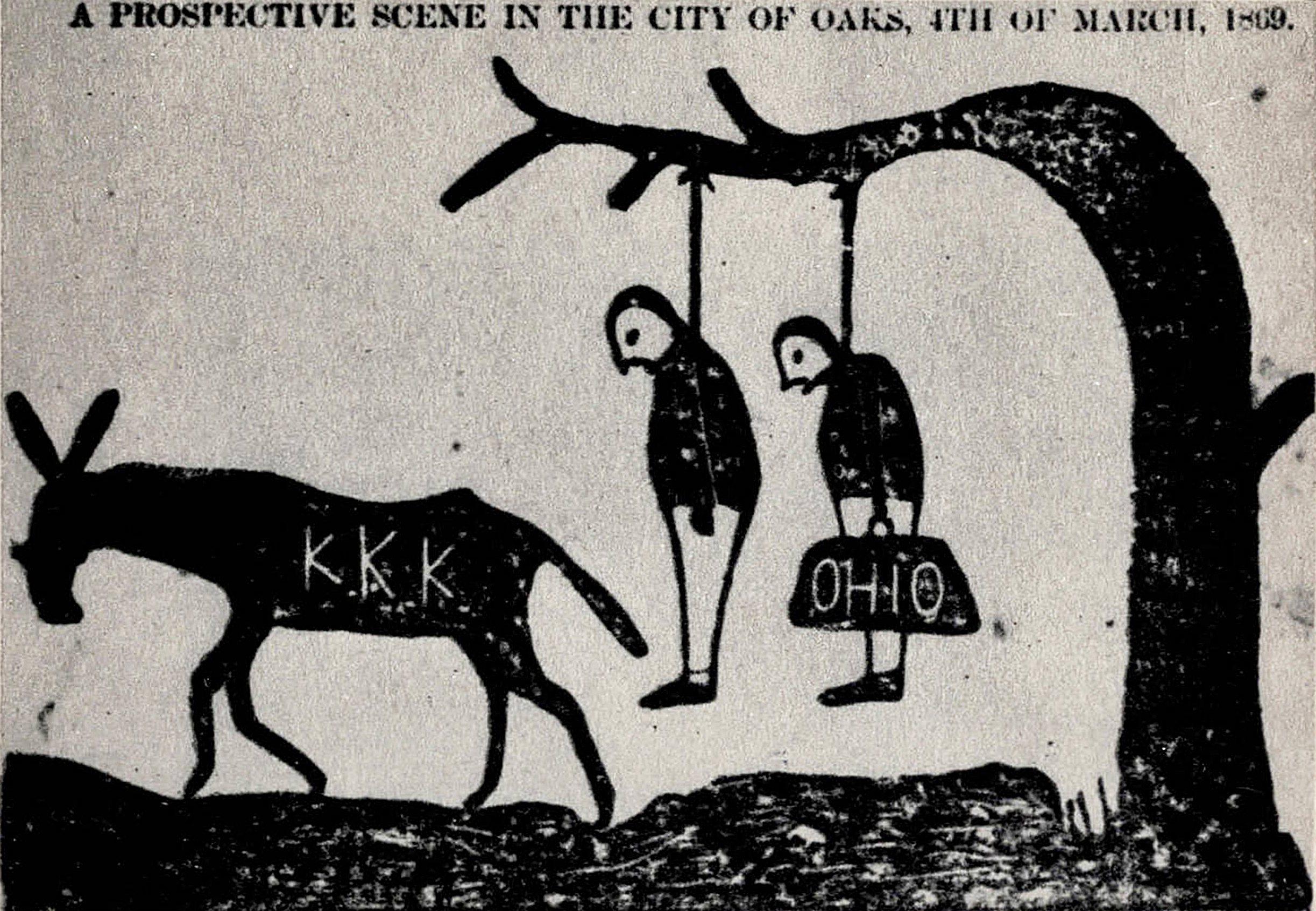
Independent Monitor (1868) Tuscaloosa, Alabama

Il Ku Klux Klan originale fu fondato a Pulaski, nel Tennessee, il 24 dicembre 1865 – dopo la guerra di secessione statunitense – da Democratici reduci dell'esercito della Confederazione e crebbe d'importanza dopo un congresso tenuto a Nashville nell'estate del 1867 e presieduto dal generale Nathan Bedford Forrest (1821-1877) al quale venne riconosciuto il titolo di "Grande Mago".
La confraternita puntava a diversi obiettivi: aiutare vedove e orfani di guerra dei Confederati ma anche opporsi all'estensione ai neri del diritto di voto e ad altre azioni del governo federale volte ad attenuare la segregazione razziale. Non appena i federali lasciarono il controllo degli stati ex-confederati, i bianchi ristabilirono il loro potere e con esso le leggi segregazioniste. Forrest tuttavia sciolse ufficialmente la confraternita nel 1869 poiché ritenne che si fosse evoluta in un'entità troppo violenta e ostile, lontana in questo dai principi fondativi.
Nel 1871 il presidente degli Stati Uniti Ulysses S. Grant mise sul Klan quella che egli riteneva la pietra tombale, firmando fra il 1870 e il 1871 prima il Klan Act e poi l'Enforcement Act. Il KKK divenne a questo punto un gruppo terroristico illegale e fu autorizzato l'uso della forza per sopprimere le attività della confraternita. Questi sforzi furono coronati da successo, tanto che il Klan fu eliminato nello Stato della Carolina del Sud e decimato nel resto degli USA. Il documento di Grant fu dichiarato incostituzionale nel 1882 benché a quel punto del Klan rimanesse ormai poco.

### Seconda fase, evoluzione e scioglimento (1915-1944)

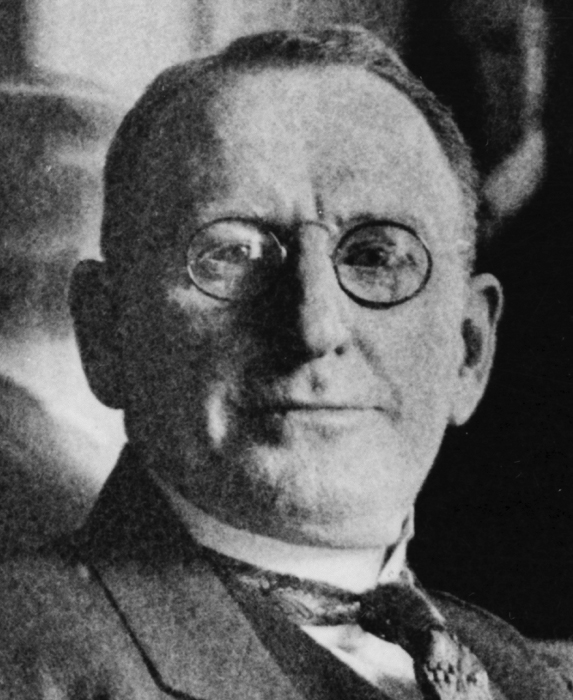
William Joseph Simmons, rifondatore del Ku Klux Klan nel 1915.

Il Ku Klux Klan "risorse" in Georgia durante la prima guerra mondiale per iniziativa del politico William Joseph Simmons il quale, il 25 novembre 1915, in coincidenza con il giorno del Ringraziamento e sulla scia del clamore seguito al linciaggio di Leo Frank avvenuto due settimane prima, incendiò una croce latina sulla cima di Stone Mountain. Simmons sfruttò anche la convinzione diffusa tra molti bianchi poveri che i loro problemi economici dipendessero da neri, banchieri ebrei e altre minoranze, in maniera analoga a quanto sarebbe accaduto anni dopo, per effetto della propaganda nazista, prima nella Repubblica di Weimar e poi nella Germania nazista.
Questo nuovo Klan fu organizzato dai suoi dirigenti in maniera da ricavarne utili e, allo stesso tempo, venne vissuto come confraternita. Differiva dal primo Klan per composizione politica. Mentre il primo era essenzialmente formato da sudisti appartenenti al Partito Democratico, il secondo aveva anche membri originari di Stati non sudisti seppur principalmente appartenenti al Partito sopracitato. Ebbe inoltre una maggiore influenza da un capo all'altro degli Stati Uniti, con un maggiore ascendente sui politici di molti Stati.
Il secondo Ku Klux Klan subì un duro colpo dopo che, nel novembre 1925, il Gran Dragone dell'Indiana e di quattordici altri stati David Stephenson fu condannato per il sequestro, lo stupro e l'assassinio di Madge Oberholtzer, una donna che risultò da lui morsa così tante volte da essere descritta come «masticata da un cannibale».
Negli anni venti e trenta del XX secolo una fazione del Klan chiamata Black Legion fu molto attiva nel Midwest degli Stati Uniti. Al posto delle classiche tuniche bianche, la Legione indossava uniformi nere, a ricordo dei pirati e delle camicie nere fasciste. La Black Legion fu la fazione più violenta e sollecita e si fece notare per gli assassinii di comunisti e socialisti. In questo periodo, nel 1923 e 1924, nelle città industriali di Carnegie, Scottdale e Lilly vi furono manifestazioni aggressive che portarono a violenti scontri con i cattolici – che con l'emigrazione dall'Europa aumentavano di numero – considerati asserviti al Papa e accusati di voler snaturalizzare la società e i valori americani. Il Klan vide scemare così la propria popolarità e fu poi sciolto da James Colescott nel 1944. Il nome Ku Klux Klan e la relativa abbreviazione KKK divennero così di pubblico dominio.

### Secondo dopoguerra: eredità del KKK
Dopo la seconda guerra mondiale molte organizzazioni hanno utilizzato il nome Ku Klux Klan per opporsi al Movimento per i diritti civili (Civil rights movement) negli anni sessanta. Sono questi i Klan ancora attivi, sebbene la società americana sia più aperta verso l'integrazione e i Klan siano molto più chiusi in loro stessi e frazionati. Le fazioni più grandi sono: i Knights of the Ku Klux Klan (Cavalieri del Ku Klux Klan), guidati dal pastore Thomas "Thom" Robb, l'Imperial Klan of America (Klan Imperiale d'America) e la Brotherhood of Klans Knights (Fratellanza dei Cavalieri del Klan). Ritenute generalmente una frangia dell'estrema destra, tali confraternite esistono solo come gruppi isolati e dispersi, che contano probabilmente non più di qualche migliaio di membri.
Il 21 marzo 1981 a Mobile in Alabama, due figli di Bennie Hays, un importante esponente del KKK, sgozzarono e impiccarono Michael Donald, un ragazzo diciannovenne afroamericano: i due furono condannati uno alla pena di morte, l'altro all'ergastolo e i loro complici nel Klan a pagare 7 milioni di dollari alla famiglia della vittima; dopo tale risarcimento il KKK entrò in bancarotta.

## Ideologia

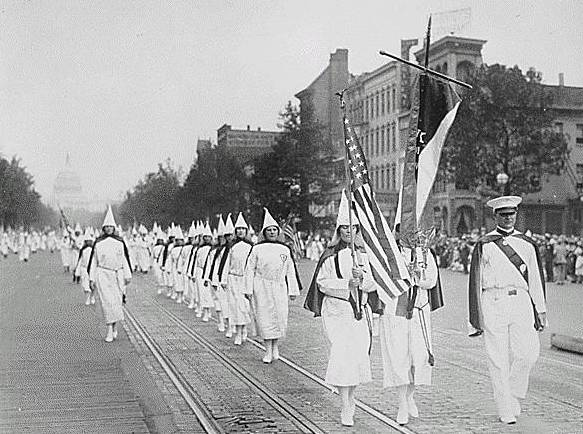
Sfilata del KKK su Pennsylvania Avenue a Washington, nel 1928

Il Klan nacque come organizzazione legata a una visione distorta del protestantesimo. Dai primi del Novecento fino agli anni quaranta, centinaia di migliaia di WASP (White Anglo-Saxon Protestant), principalmente nel Sud degli USA, videro l'appartenenza al Klan come parte della loro fede. Altri milioni, pur riconoscendo nelle tattiche del KKK comportamenti moralmente reprensibili ed estremi, ne considerarono i membri come buoni cristiani e generalmente condivisero l'idea che i WASP dovessero continuare ad avere l'egemonia nella società americana.

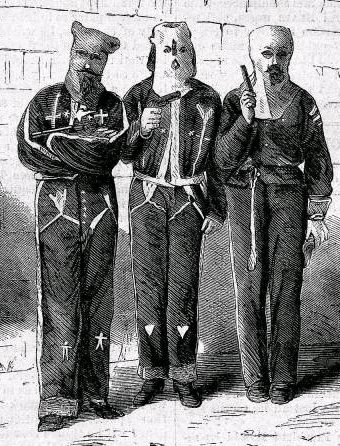
Membri del Klan nella seconda metà del XIX secolo

A quei tempi l'oppressione dei neri, come pure quella degli ebrei, era vista da molti come parte del "Piano di Dio". Il KKK è inoltre veementemente anticattolico, al punto da considerare questo tratto, insieme all'antipapismo, un dovere nell'ortodossia del movimento. Infatti il Klan riteneva che gli immigrati cattolici come polacchi, irlandesi, slovacchi e italiani fossero un corpo estraneo ai veri valori statunitensi e che non avrebbero mai potuto diventare veri americani perché troppo legati alla chiesa di Roma e questo pregiudizio permane. La giustificazione religiosa della dottrina del KKK si fonderebbe su un'interpretazione di alcuni versetti della Bibbia, quali Genesi 9, 24-27:
Dai primi anni settanta pochissimi gruppi dissidenti di sostenitori del KKK scartarono l'anti-cattolicesimo dalle loro dottrine ufficiali; infatti a metà degli anni ottanta fu scoperto un Klan operante nel quartiere di Queens, nella città di New York, con molti dei suoi membri di religione cattolica, principalmente di origine irlandese, ma rimane un caso estremamente isolato e fuori dalla norma. L'ex leader del Cavalieri Bianchi del Ku Klux Klan, una frangia non violenta del gruppo attiva in Louisiana, David Duke, fu il primo e unico capo del KKK a invitare pubblicamente i cattolici bianchi a unirsi al Klan.

### Il credo del Ku Klux Klan
Questo è un estratto dal Credo che veniva letto ai nuovi adepti durante la cerimonia di iniziazione:

### Simboli e tradizioni

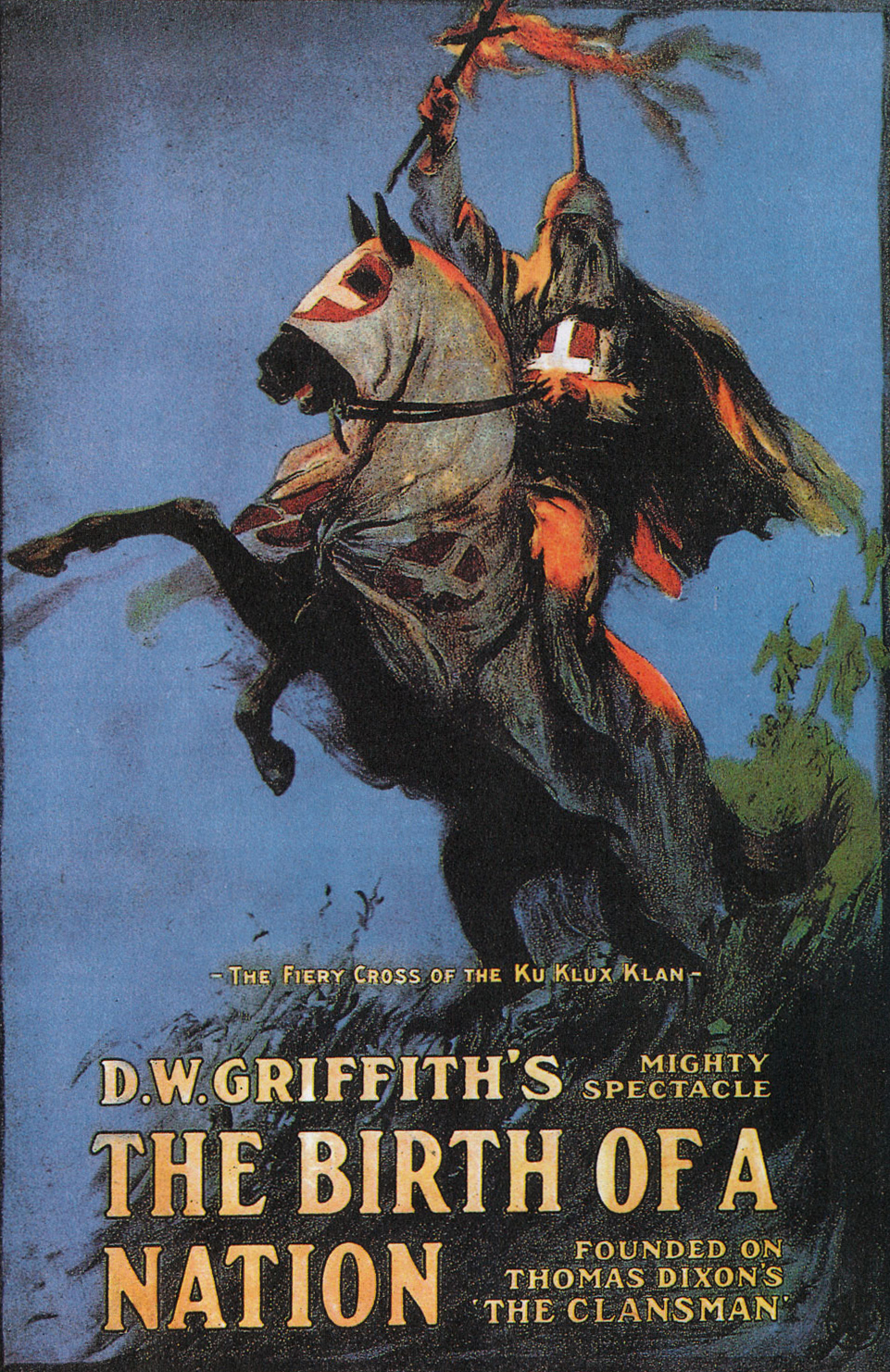
Locandina del film The Birth of a Nation (1915).

Gran parte delle tradizioni del Klan risalgono alla rifondazione del KKK del 1915 e sono di origine cinematografica e letteraria. La rapida diffusione del movimento probabilmente non sarebbe stata possibile senza l'influenza del presidente statunitense Woodrow Wilson e del controverso film La nascita di una nazione (The Birth of a Nation, 1915) di David Wark Griffith, basato sul libro The Clansman (Gli uomini del clan) di Thomas Dixon Jr., scritto con «l'intento di rivoluzionare il sentimento nordista con una rappresentazione della storia che vuole trasformare ogni uomo in un appartenente al partito democratico!» Del film, il presidente Woodrow Wilson ebbe a dire: «È come scrivere la storia con i fulmini e il mio solo rammarico è che è tutto vero».
Solo a partire dal 1915, anno di uscita del film di Griffith, i membri del Ku Klux Klan incominciaro a indossare le tuniche bianche con il cappuccio, nascondendo i loro volti, sul modello di alcune confraternite penitenziali cattoliche. Una spiegazione di quest'usanza è che tali abiti rappresenterebbero gli spiriti dei soldati che tornano dal mondo dei morti per vendicarsi e terrorizzare i loro nemici. Un'altra riportata è «l'anonimato del lavoro ben fatto»; infatti i membri del KKK credono che il compito sia stato assegnato loro direttamente da Dio, e indosserebbero perciò tunica e cappuccio in segno di umiltà. Un'altra spiegazione ancora è quella di imitare i cavalieri templari ai quali si ispira anche la massoneria; la maggioranza dei dirigenti del Klan erano infatti massoni di rito scozzese e avevano il grado di "Cavaliere Templare". Titoli come "Grande Mago", "Ciclope Superiore" e Kleagle erano utilizzati per indicare lo status all'interno del Klan.

Non si hanno notizie di simboli o bandiere utilizzati nelle manifestazioni del primo Klan nel XIX secolo. Nel XX secolo, invece, il movimento si concentrò sull'uso della bandiera statunitense e una bandiera con la croce cristiana, come documentato nei manuali di istruzione e fotografie degli anni venti, gli anni ruggenti del Klan.

Bandiera del Ku Klux Klan

Altro simbolo ritenuto classico ma introdotto all'epoca del secondo Klan è quello della Croce Ardente (the Fiery Cross), ispirato a una presunta antica tradizione scozzese riportata in un romanzo di Walter Scott.

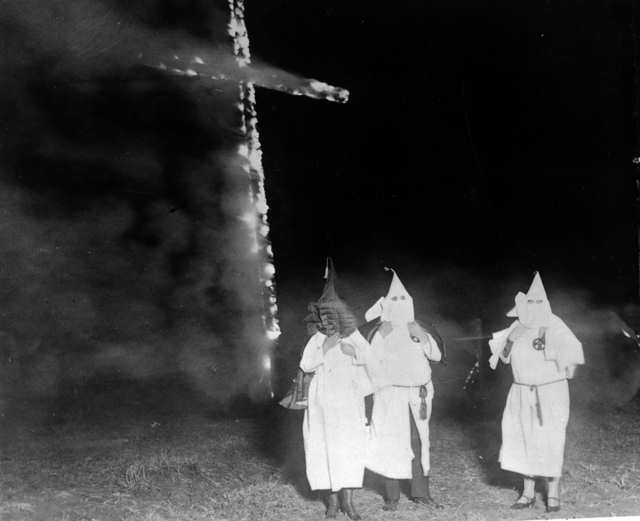
La croce ardente, simbolo del KKK introdotto nel 1915 dal rifondatore del movimento, William J. Simmons.

Alcuni gruppi negli anni cinquanta e sessanta tentarono di usurpare l'uso della bandiera da guerra confederata, utilizzata durante la guerra di secessione, in operazioni volte a opporsi ai progetti antisegregazionisti nel Sud. Quest'appropriazione è stata largamente rigettata da storici e attivisti del Sud. Nella sua forma frammentata il Klan continua a usare in alcune circostanze entrambe le bandiere (confederata da guerra e federale moderna), senza comunque sanzioni ufficiali.
Negli anni venti i gruppi del Klan usavano la bandiera ufficiale del movimento, una croce nera in campo bianco; a volte con un tomoe rosso rappresentante indifferentemente una fiamma o una goccia di sangue (simboli che a loro volta hanno varie spiegazioni). Benché poco usato dai gruppi attuali, tale emblema può essere ancora considerato bandiera ufficiale e simbolo del KKK.

## L'organizzazione
La struttura interna del gruppo è una via di mezzo tra una forma paramilitare e un governo politico-civile. Lo statuto dell'organizzazione è presente in un volume detto Kloran (deformazione di Qur'an, «Corano»). Tutte le municipalità che vedono uomini del KKK ai vertici costituiscono il cosiddetto "Invisibile Impero", il cui presidente si chiama "Imperatore" ed è assistito da un collegio di quindici "Genii". Nei momenti di sua indisponibilità, le funzioni dell'"Imperatore" vengono vicariate dal vicepresidente, detto "Califfo".
L'invisibile impero si divide in vari "Regni" retti ognuno da un "Gran Dragone". Ogni "Regno" consta di un determinato numero di Province alla presidenza di ognuna delle quali si trova un "Gran Titano". Ogni provincia si ripartisce a sua volta in Cantoni su ognuno dei quali governa un "Eminente Ciclope". Infine, ogni Cantone si ripartisce in Caverne, ognuna delle quali è retta da un "Falco Notturno".
Il "Falco Notturno" presiede un collegio composto da un "Kleagle" (una via di mezzo tra un commissario politico e un organizzatore), un "Klabee" (tesoriere), un "Klingrapp" (segretario) un "Kludd" (cappellano custode delle regole e della dottrina), un "Klokard" (reclutatore, predicatore). Il collegio summenzionato presiede la comunità dei "Klansmen" (adepti, affiliati).
Dal punto di vista paramilitare, il KKK riconosce invece un comandante supremo detto "Mago Imperiale", cui riportano i "Kladd" (comandanti). Ogni Kladd ha alle proprie dipendenze un "Klarogo" (capo dei pretoriani, la guardia interna), un "Klexter" (una via di mezzo tra un capitano e un maggiore dell'esercito: in pratica un capo della guardia esterna) e un "Klokann" (il capo dei servizi segreti, o capo dei servizi investigativi): tale triumvirato comanda sui "Knights" ("cavalieri", ma è un titolo puramete onorifico in quanto trattasi di soldati semplici).

## Collegamenti con i movimenti nazisti
Il bacino di reclutamento del KKK tra il 1925 e il 1940 era costituito da un gruppo politico attivissimo negli anni precedenti la seconda guerra mondiale negli Stati Uniti, il German-American Volksbund, messo fuorilegge nel 1941 al momento dell'entrata in guerra contro le Potenze dell'Asse. Tra l'altro, questo movimento ha dato origine anche al partito Nazista Americano, esso stesso ispirato da princìpi nazisti e corporativistici..

## Influenza politica

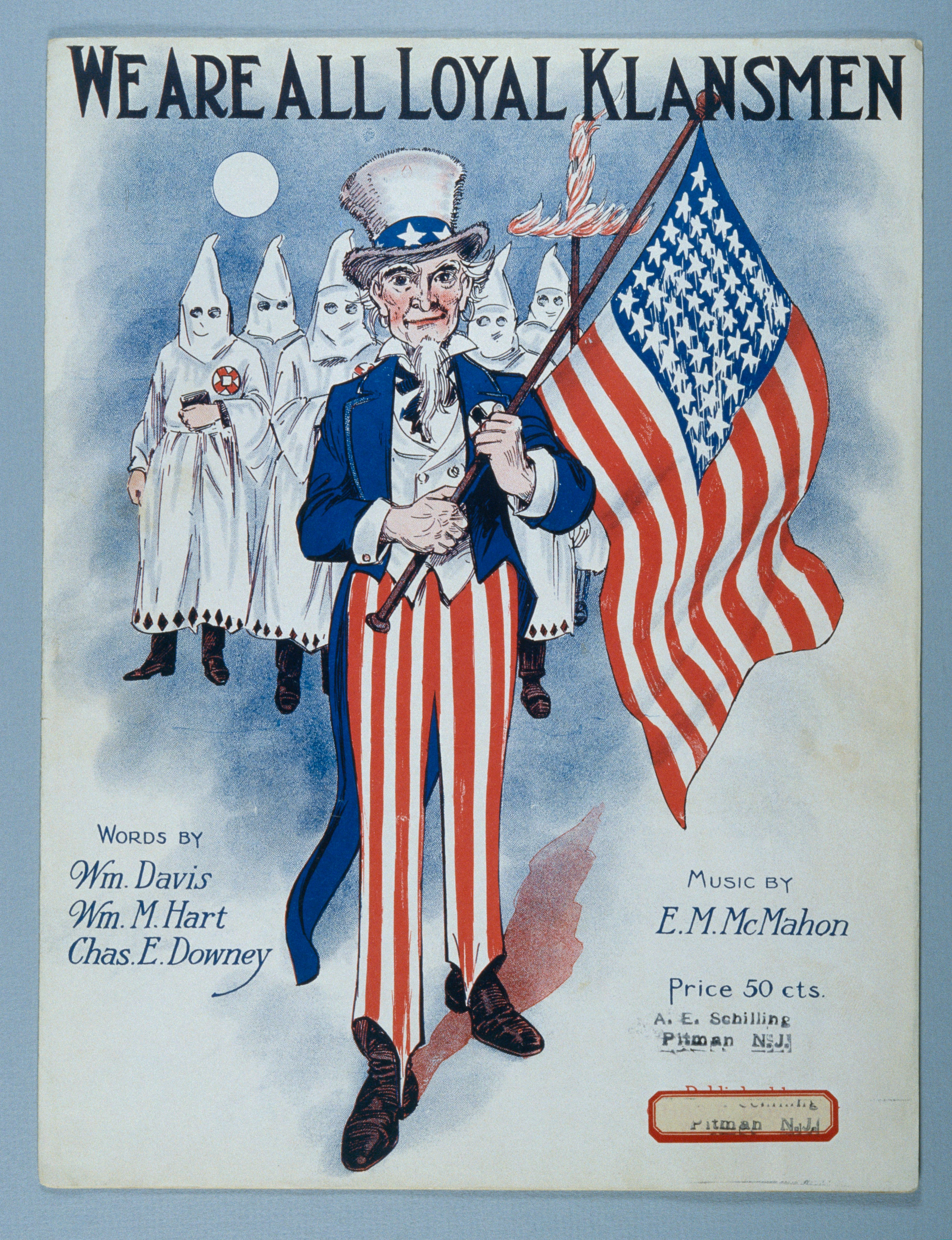
Copertina dello spartito per la canzone "We Are All Loyal Klansmen" (1923)

Nella seconda metà del XIX secolo l'organizzazione crebbe mettendosi in grande evidenza e si estese dal Sud fino agli Stati del Midwest e del Nord e anche in Canada. Al suo picco molti dei membri risiedevano nel Midwest. Il KKK controllava i governi dell'Indiana, Oklahoma e Oregon oltre ai parlamentari democratici del Sud. Inoltre, rivendicava di aver reso possibile l'elezione del presidente Warren Harding alla Casa Bianca. Al massimo della sua espansione, negli anni venti, il Ku Klux Klan, superava il numero di 4 000 000 di membri e contava molti politici nelle sue file.
Fu accusato di essersi avvicinato all'organizzazione anche il trentatreesimo presidente degli Stati Uniti, Harry Truman, democratico, su invito degli amici Edgar Hinde e Spencer Salisbury. Nel 1924, allora giudice di Jackson County (Missouri) e sul punto di essere rieletto, avrebbe pagato al Ku Klux Klan i $10 di iscrizione con la speranza di ottenere il loro appoggio politico. Gli storici si dividono fra chi ritiene che abbia aderito al gruppo senza esserne un membro attivo e chi sostiene che Truman abbia fatto un passo indietro. Secondo questa seconda ipotesi, Truman decise di chiedere indietro i soldi della sua iscrizione poiché il Ku Klux Klan gli avrebbe imposto di non assumere cattolici ed ebrei se fosse stato rieletto. Da un lato, Truman non avrebbe accettato tale richiesta in quanto molti dei soldati che comandò come ufficiale durante la prima guerra mondiale erano cattolici irlandesi; dall'altro, il futuro Presidente avrebbe corso il rischio di inimicarsi i Pendergast, la potente famiglia cattolica che sosteneva le sue attività politiche.
Nel Saskatchewan, in Canada, il KKK riuscì a vincere le elezioni facendo eleggere il suo candidato James T.M. Anderson, conservatore, il quale rimase in carica dal 1929 al 1934 al posto dell'uscente liberale James G. Gardiner.
Un altro ex membro del Klan che conquistò la ribalta nazionale fu Hugo Black, il quale fu un rappresentante dei democratici alla Corte suprema, che successivamente ripudiò il razzismo del Klan. L'ex senatore dello Stato della Louisiana, David Duke, fu il direttore statunitense dei Cavalieri del Ku Klux Klan fino al 1978. Il senatore Robert Byrd (democratico) della Virginia Occidentale fu il reclutatore del Klan e arrivò a ottenere il grado di Kleagle e fece approvare diversi provvedimenti legislativi in supporto del Klan, anche dopo aver lasciato la confraternita e aver definito l'averne fatto parte "l'errore più grande". Byrd fu oggetto di critiche nel passato per essersi adoperato politicamente per aiutare il razzismo, aver "piratato" nel 1964 il Civil Rights Act e successivamente aver usato il termine "negri bianchi" in un'intervista del 2001.

## Membri
Nella seguente tabella vengono riportate le cifre sugli affiliati al 2° e 3° Klan dal 1920 in poi.
| Anno | Membri       |
| ---- | ------------ |
| 1920 | 4 000 000    |
| 1924 | 6 000 000    |
| 1930 | 30 000       |
| 1965 | 40 000       |
| 1968 | 14 000       |
| 1970 | 3 500        |
| 1974 | 1 500        |
| 1975 | 6 500        |
| 1979 | 10 000       |
| 1991 | 6 000-10 000 |
| 2013 | 5 000-8 000  |
| 2016 | 3 000-6 000  |
| 2018 | 8 000-12 000 |